# Mozelle Britton
Mozelle Britton (12 de mayo de 1912-18 de mayo de 1953) fue una actriz y columnista de estadounidense. 

## Biografía
Nacida en Oklahoma City, Oklahoma, cuando tenía diecisiete años de edad fue a vivir al sur de California. Allí estudió en el Pasadena Playhouse, actuando más adelante en filmes producidos por Fox Film Corporation y Columbia Pictures.
Britton era ayudante del director de reparto de Columbia cuando conoció a su futuro marido, el actor Alan Dinehart, con el que se casó en 1933. El matrimonio duró once años, hasta la muerte de él. Tuvieron un hijo, el actor Mason Alan Dinehart. En 1948 ella se casó con Thomas W. Gosser, un ingeniero e inventor. La pareja se separó cinco meses antes de fallecer ella. 
Además de su actividad cinematográfica, Britton también escribió una columna periodística diaria en diferentes periódicos de California y otros estados.
Mozelle Britton falleció en el Hospital Good Samaritan de Los Ángeles, California, en 1943, a los 41 años de edad, a causa de un infarto agudo de miocardio. Según su hermana, Mrs. Allamae Gingg, su muerte fue precipitada por el excesivo trabajo. En el momento de su fallecimiento se encontraba preparando un show benéfico en San Diego a favor de la American Cancer Society. Fue enterrada junto a Alan Dinehart en el Cementerio Forest Lawn Memorial Park, en Glendale, California.

## Filmografía
- 1930 Paramount on Parade
- 1934 The Fighting Ranger
- 1936 Night Waitress
- 1936 Rainbow on the River